# Gorla Minore

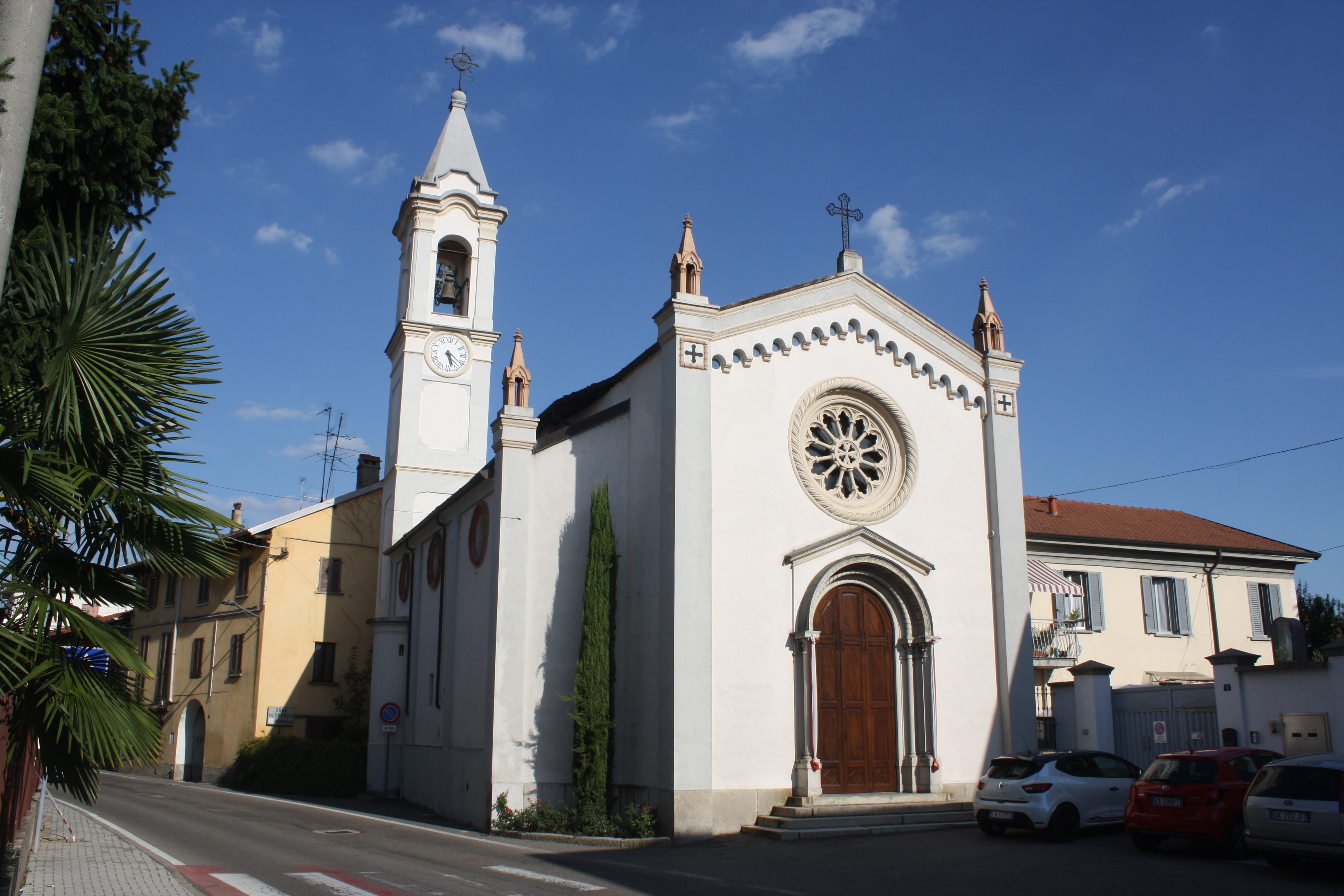
Alte Kirche Sati Nazaro e Celso im Ortsteil Prospiano

Gorla Minore ist eine italienische Gemeinde (comune) in der Provinz Varese in der Region Lombardei.

## Geographie
Die Gemeinde bedeckt eine Fläche von 7,889 km². Zu Gorla Minore gehören die Fraktion Prospiano, Del Vacchè und Fontanile. Die Nachbargemeinden von Gorla Minore sind Cislago, Gorla Maggiore, Marnate, Mozzate (CO), Olgiate Olona, Rescaldina (MI) und Solbiate Olona.

## Geschichte
Gorla Minore gehört zur Pieve von Olgiate Olona und wird in den Statuten von 1346 über die Straßen und Gewässer der Grafschaft Mailand erwähnt; sie war eine der Gemeinden, die zur Instandhaltung der Straße von Rho beitrugen (1346). Nach den Antworten auf 45 Fragen, die der Zweite Volkszählungsrat im Jahr 1751 stellte, wurde das Dorf mit etwa 660 Seelen an den Markgrafen Carlo Ettore Maria Terzaghi belehnt, an den keine Zahlungen geleistet wurden. Der Richter war Doktor Ambrogio Gattone, der in Gallarate lebte und 7 Lire pro Jahr für die Anerkennung der Umlagen erhielt. Der Konsul leistete den Eid im Büro des Gallarate.
Gorla Minore hatte keinen Rat und die Gemeinde wurde vom Konsul unter Beteiligung der ersten Schätzer verwaltet. Der Kanzler residierte in Cerro, Pieve von Parabiago, und erhielt 50 Lire im Jahr. Es gab keine Archive oder öffentlichen Räume, und die Unterlagen wurden im Haus des ersten Schätzers aufbewahrt, nachdem der Einnehmer die Rechnungen vorgelegt hatte. Mit der Aktivierung der Gemeinden in der Provinz Mailand auf der Grundlage der territorialen Aufteilung des Königreichs Lombardo-Venetien (Mitteilung vom 12. Februar 1816) wurde die Gemeinde Gorla Minore in den Bezirk XV von Busto Arsizio aufgenommen. Gorla Minore, eine Gemeinde mit einer Vorladung, wurde im Bezirk XV von Busto Arsizio durch die spätere territoriale Aufteilung der lombardischen Provinzen bestätigt (Mitteilung vom 1. Juli 1844).
Nach dem vorübergehenden Zusammenschluss der lombardischen Provinzen mit dem Königreich Sardinien wurde die Gemeinde Gorla Minore mit 1199 Einwohnern, die von einem fünfzehnköpfigen Gemeinderat und einem zweiköpfigen Stadtrat verwaltet wird, auf der Grundlage der durch das Gesetz vom 23. Oktober 1859 festgelegten Gebietsaufteilung dem Bezirk II von Busto Arsizio, Bezirk IV von Gallarate, Provinz Mailand, zugeordnet. Bei der Verfassung des Königreichs Italien im Jahr 1861 hatte die Gemeinde 1331 Einwohner (Volkszählung 1861). Nach dem Gesetz über die Gemeindeorganisation von 1865 wurde die Gemeinde von einem Bürgermeister, einem Rat und einem Ausschuss verwaltet. Im Jahr 1867 wurde die Gemeinde in das gleiche Mandamento, Circondario und Provinz (1867) aufgenommen. Im Jahr 1870 wurden die aufgelösten Gemeinden Gorla Maggiore, die später im Jahr 1916 wiederhergestellt wurden, und Prospiano zur Gemeinde Gorla Minore zusammengefasst (Königlicher Erlass Nr. 5722 vom 9. Juni 1870).
Im Jahr 1924 wurde die Gemeinde in den Bezirk Gallarate der Provinz Mailand eingegliedert. Nach der Gemeindereform von 1926 wurde die Gemeinde von einem Podestà verwaltet. Nach der Gemeindereform von 1946 wurde die Gemeinde Gorla Minore von einem Bürgermeister, einer Junta und einem Gemeinderat verwaltet. Im Jahr 1971 hatte die Gemeinde Gorla Minore eine Fläche von 772 Hektar.

## Bevölkerung
| Bevölkerungsentwicklung | Bevölkerungsentwicklung | Bevölkerungsentwicklung | Bevölkerungsentwicklung | Bevölkerungsentwicklung | Bevölkerungsentwicklung | Bevölkerungsentwicklung | Bevölkerungsentwicklung | Bevölkerungsentwicklung | Bevölkerungsentwicklung | Bevölkerungsentwicklung | Bevölkerungsentwicklung | Bevölkerungsentwicklung | Bevölkerungsentwicklung |
| ----------------------- | ----------------------- | ----------------------- | ----------------------- | ----------------------- | ----------------------- | ----------------------- | ----------------------- | ----------------------- | ----------------------- | ----------------------- | ----------------------- | ----------------------- | ----------------------- |
| Jahr                    | 1751                    | 1805                    | 1853                    | 1881                    | 1901                    | 1921                    | 1951                    | 1971                    | 1991                    | 2001                    | 2011                    | 2019                    | 2021                    |
| Einwohner               | 660                     | 712                     | 1152                    | 1927                    | 2793                    | 3465                    | 4699                    | 5676                    | 6882                    | 7446                    | 8398                    | 8311                    | 8117                    |

## Sehenswürdigkeiten
- Pfarrkirche San Lorenzo martire
- Kirche Santi Nazario e Celso in der Fraktion Prospiano[2]

## Bilder

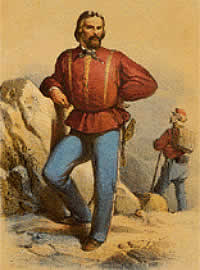
Giuseppe Sirtori während des Feldzuges in Unteritalien, (1860)
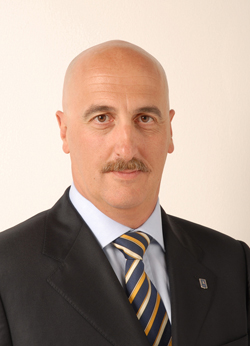
Marco Airaghi
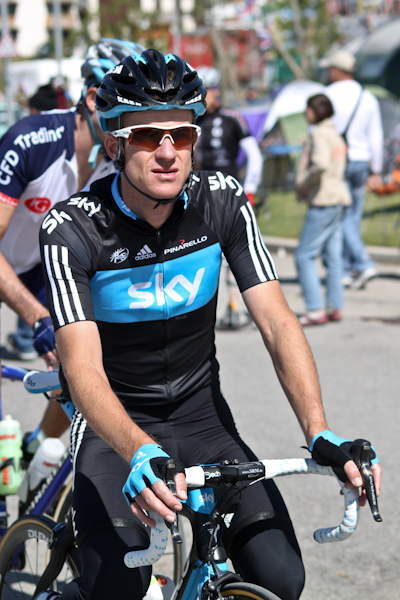
Michael Rogers (2011)

## Persönlichkeiten
(nach Geburt)
- Giuseppe Sirtori (* 17. April 1813 in Monticello Brianza; † 18. September 1874 in Rom), ein Freiheitskämpfer und Politiker, kämpfte in den italienischen Unabhängigkeitskriegen, lebte und studierte im Gorla Minore
- Emilio Chironi (* 19. September 1888 in Gorla Minore; † 13. Februar 1954 in Mailand), Radrennfahrer
- Piero Landoni (* 29. Juni 1905 in Gorla Minore; † 1957 ebenda ?), Maler
- Aldo Baito (* 4. Januar 1920 in Gorla Minore; † 20. Dezember 2015 in Vilafranca del Penedès), Radrennfahrer
- Giovanni Mari (* 30. Mai 1920 in Gorla Minore; † 4. September 1987 in Legnano), Unternehmer, Sportfunktionär
- Angelo Pereni (* 12. Dezember 1943 in Gorla Minore), Fußballtrainer
- Marco Airaghi (* 19. Februar 1959 in Gorla Minore), Politiker
- Marco Groppo (* 4. September 1960 in Gorla Minore), Radrennfahrer
- Michael Rogers (* 20. Dezember 1979 in Bahran, New South Wales), Radrennfahrer